# Эффективная теория
Эффективная теория — научная теория, которая описывает определённую совокупность экспериментальных данных, и использует логический механизм, не опирающийся прямо на физические причины описываемого круга наблюдаемых явлений.  
Теория моделирует определённый физически наблюдаемый эффект, но не моделирует физические причины, которые способствуют его возникновению.
Например, эффективная теория поля описывает физические явления, происходящие в выбранном масштабе расстояний (или масштабе энергий), игнорируя при этом физическую субструктуру и её степени свободы на более близких расстояниях (или при более высоких энергиях).
Эффективные теории поля в физике включают квантовые теории поля, в которых поля рассматриваются как фундаментальные и эффективные теории, описывающие явления в физике твёрдого тела. Например, теория БКШ сверхпроводимости рассматривает колебания твёрдотельной решётки как эффективное поле (т.е. не утверждая, что существует "реальное" поле), со своими собственными квантами поля, называемыми фононами. Такие "эффективные частицы", полученные из эффективных полей, называются квазичастицами.
В определённом смысле квантовая теория поля Стандартной модели и любая другая известная в настоящее время физическая теория является эффективным низкоэнергетическим пределом пока неизвестной "Теории всего".